# Orani
För andra betydelser, se Orani (olika betydelser).
Orani (Bayan ng Orani) är en kommun i Filippinerna. Kommunen ligger på ön Luzon, och tillhör provinsen Bataan. Folkmängden uppgår till 66 909 invånare år 2015.

## Barangayer
Orani är indelat i 29 barangayer.
| - Bagong Paraiso (Pob.) - Balut (Pob.) - Bayan (Pob.) - Calero (Pob.) - Paking-Carbonero (Pob.) - Centro II (Pob.) - Dona - Kaparangan - Masantol - Mulawin - Pag-asa - Palihan (Pob.) - Pantalan Bago (Pob.) - Pantalan Luma (Pob.) - Parang Parang (Pob.) | - Centro I (Pob.) - Sibul - Silahis - Tala - Talimundoc - Tapulao - Tenejero (Pob.) - Tugatog - Wawa (Pob.) - Apollo - Kabalutan - Maria Fe - Puksuan - Tagumpay |